# 澤口知之
澤口 知之（さわぐち のりゆき、1958年3月5日 - 2017年9月18日）は、日本の料理人。

## 経歴
1982年、北イタリアのホテル学校「エ・マッジャ」に入学する。卒業後、イタリア全州で三ツ星レストランから海の家まで、あらゆる厨房で研鑽を積む。1992年、帰国。1993年、乃木坂に「トラットリア ラ・ゴーラ」（間口は広く、奥は深くの意）をオープンし、シェフ、店主を務める。
2001年、イタリア料理の普及に貢献したイタリア国外の人物に叙勲されるグイドアルチャーティ国際褒章を受章。2004年、乃木坂に「リストランテ アモーレ」を開店。2012年、「アモーレ」閉店。

## 著書
- 澤口知之、菊地和男共著『パスタ・ブック』平凡社、1996年8月 ISBN 978-4582633108
- 『イタリアン・ハーブを楽しむ生活』河出書房新社、1999年2月 ISBN 978-4309703244
- 澤口知之、リリー・フランキー共著『架空の料理 空想の食卓』扶桑社、2009年4月 ISBN 978-4594057305

## 連載
- 架空の料理 空想の食卓（『料理王国』料理王国社）
- イタリアの憑物と漬物（『福神』太田出版）
- 口承連載　五臓六腑のマレビト伝（『en-taxi』扶桑社）
- コックと編集者と、その友人（『en-taxi』扶桑社）
- 濃い本 外道料理人と外道評論家の書評対談（『en-taxi』扶桑社）